# Császárkabóca
A császárkabóca (Megapomponia imperatoria) a rovarok (Insecta) osztályának félfedelesszárnyúak (Hemiptera) rendjébe, ezen belül az énekeskabóca-félék (Cicadidae) családjába tartozó faj.
Korábban a Pomponia nembe sorolták Pomponia imperatoria néven.

## Előfordulása

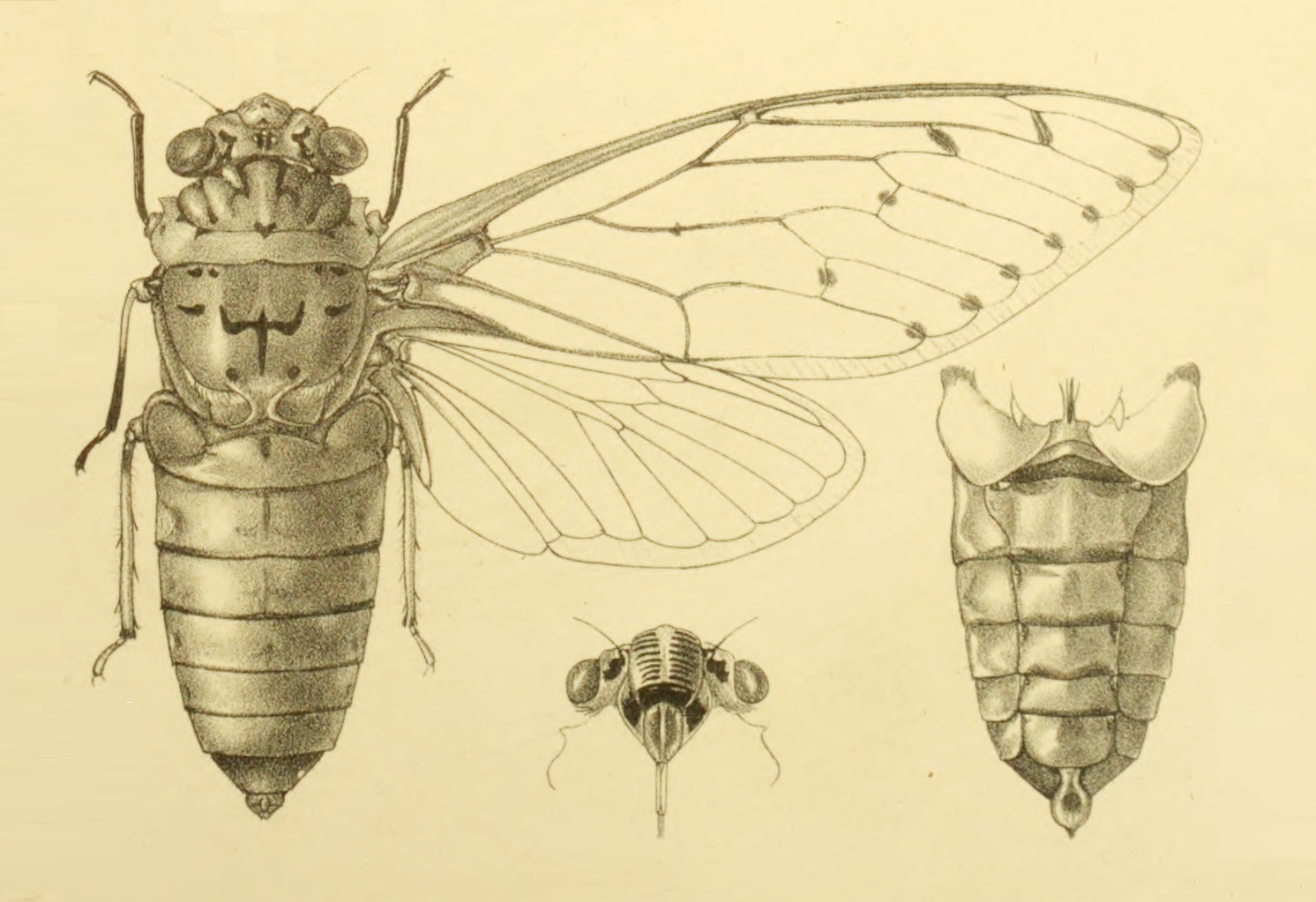
Rajz a hím Megapomponia imperatoriáról és annak egyes testrészeiről

A Megapomponia imperatoria előfordulási területe a Maláj-félsziget.

## Megjelenése

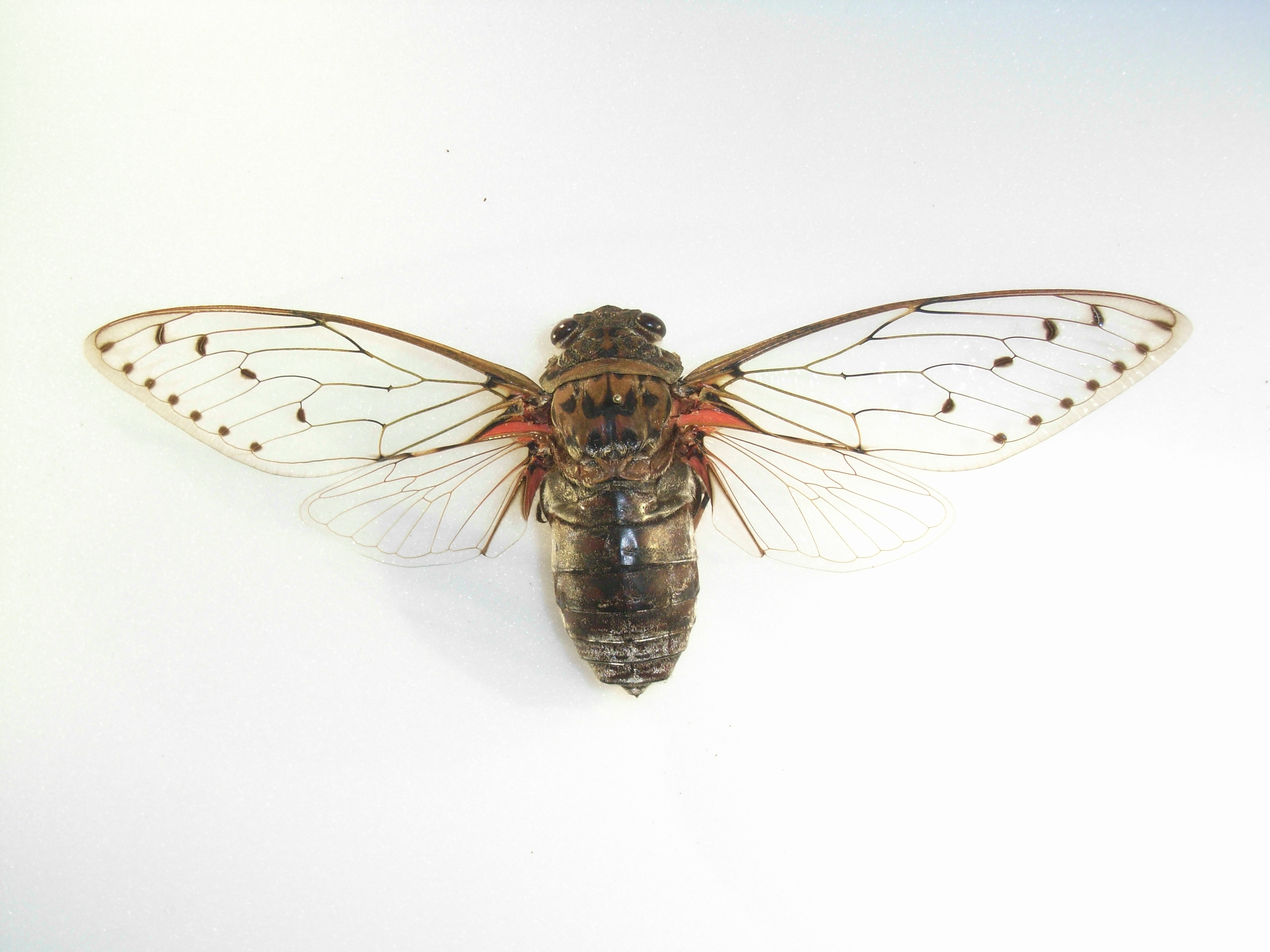
Megapomponia imperatoria egy gyűjteményből

Ez a világ legnagyobb kabócafaja: fej-testhossza körülbelül 7 cm, szárnyának fesztávolsága 18–20 cm.

## Fordítás
- Ez a szócikk részben vagy egészben  a   Megapomponia imperatoria című angol Wikipédia-szócikk ezen változatának fordításán alapul.  Az eredeti cikk szerkesztőit annak laptörténete sorolja fel. Ez a jelzés csupán a megfogalmazás eredetét és a szerzői jogokat jelzi, nem szolgál a cikkben szereplő információk forrásmegjelöléseként.